# Hiptage burkilliana
Hiptage burkilliana är en tvåhjärtbladig växtart som beskrevs av Arenes. Hiptage burkilliana ingår i släktet Hiptage och familjen Malpighiaceae. Inga underarter finns listade i Catalogue of Life.